# Droga krajowa N10 (Ukraina)
Droga krajowa N10 (ukr. Автошлях Н 10) – droga krajowa na Ukrainie. Biegnie ze Stryja na południowy wschód przez Bolechów, Dolinę, Kałusz, Iwano-Frankiwsk, Kołomyję, Zabłotów, Śniatyn, Czerniowce (zbiega się tam na krótkim odcinku z M19)  i Nowosielicę do przejścia granicznego Mamałyga−Criva, a dalej do Kiszyniowa w Mołdawii. Długość trasy wynosi 272,82 km.

## Historia
W czasie zaboru austriackiego trasa ta była częścią drogi cesarskiej w Królestwie Galicji i Lodomerii (Beskider Reichsstraße). W 1817 r. została ona zbudowana jako część szlaku wiodącego z Bielska do Czerniowiec (odnoga traktu środkowogalicyjskiego) – Karpathenstraße. W 1893 r. wzdłuż 260-kilometrowego odcinka ze Stryja do Czerniowiec funkcjonowało 21 płatnych stacji .
W okresie międzywojennym trasa ta była częścią drogi państwowej nr 18 (na odcinku Stryj – Dolina – Stanisławów) oraz częścią odnogi drogi państwowej nr 17 (Kołomyja – Śniatyń).